# Sloanea suaveolens
Espèce
Statut de conservation UICN

 CR B1ab(iii)+2ab(iii) : 
En danger critique
Sloanea suaveolens est une espèce de plantes du genre Sloanea de la famille des Elaeocarpaceae.